# 奎嫩區
奎嫩區（英語：Kweneng District）是博茨瓦納的一個區，位於該國東部。面積35,890平方公里，2001年人口230,335人。首府莫萊波洛萊。下分2次區。